# Eickel (Adelsgeschlecht)

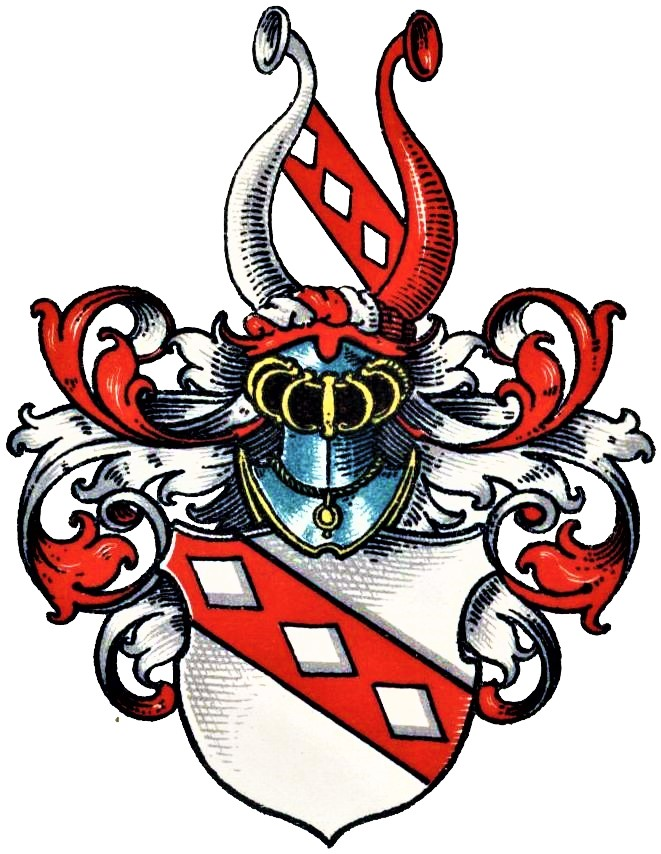
Wappen derer von Eickel im Wappenbuch des Westfälischen Adels

Eickel (auch: Eyckel, Eckel, Eckelo sowie in Kurland Eckeln genannt Hülsen o. ä.) ist der Name eines westfälischen Adelsgeschlechts.

## Geschichte
Der Stammsitz des Geschlechts war Haus Eickel, heute eine abgegangene Motte im Bereich des heutigen Brauwasserweges im Stadtteil Eickel der westfälischen Stadt Herne. Aufgrund ihrer etwas erhöhten Lage führte das Haus auch die Bezeichnung „Haus auf’m Berge“. Die Burg ist aus einem erstmals 1085 erwähnten Oberhof des Klosters St. Pantaleon in Köln entstanden, dessen Verwalter die 1225 mit Heinrich von Eickel urkundlich erstmals erwähnte Familie von Eickel war. Um 1420 verließ das Geschlecht ihren Stammsitz zugunsten des nur wenig nordwestlich neu errichteten Hauses Gosewinkel, das die Familie bis 1527 in Besitz hatte.
In Westfalen besaß die Familie ferner Haus Berghofen (urkundl. 1711), Bruchhausen (1564–1647), Haus Krawinkel, Dungelen (1485), Gahr (1454–1496), Hamm (1530–1593), Haus Horst (Herne) (1430), Hulse (1419–1463), Haus Crange (1441–1631), Rittershove (1576–1628), Haus Sevinghausen (1491), Haus Vörde (Hagen) (1560–1636) und Haus Weitmar (1585–1627). Im Rheinland kamen Haus Eyl (1590–1693), Groin (1653–1656) und Huisberden (1678) hinzu.
Gotscalc de Eclo war 1304 Amtmann des Grafen von Limburg. Als weitere frühe Familienmitglieder erscheinen 1343 Arnoldus de Eclo, 1348 Rutgerus des Eycklo, 1378 Diederich von Eckelo, 1406 Dieterich von Eickel, 1419 Henrich v. Ekel genannt Hulste und 1454 Johann von Eckel zum Gahr (Gohr). 1455 besiegelten Diederich und Johann von Eickel, Söhne des verstorbenen Diederich, eine Urkunde des Schlosses Loringhof. 1456 quittierten Deithard von Elverfeld, Witwe von Diederich von Eickel, und ihre Söhne Diederich, Goswin und Everhard dem Erzbischof von Köln Gelder. Im 17. Jahrhundert heiratete ein weiterer Diederich von Eickel Agnes, eine Tochter von Heinrich II. von Droste-Hülshoff.
Die Familie starb im 18. Jahrhundert aus.

## Persönlichkeiten
- Everhard von Eycklo, 1437 Domherr zu Osnabrück
- Derick van Eykel, 1441 Drost des märkischen Amtes Bochum
- Goswin von Eikel († 1454), Domherr in Münster
- Elisabeth von Eickel, 1626–1634 Äbtissin im Kloster Oelinghausen
- Georg von Eickel zu Groin, 1656 Justiz- und Hofrat am Hofgericht Kleve

## Wappen
Blasonierung: In Silber ein roter schrägrechter Balken mit drei silbernen Wecken belegt. Auf dem rot-silbern bewulsteten Helm Büffelhörner, rechts silbern, links rot, dazwischen der Schrägbalken mit den Wecken. Die Helmdecken sind rot-silbern.
Aufgrund der Wappenähnlichkeit stellt Anton Fahne fest, dass die von Eickel mit den von Düngelen und den westfälischen von Essen eines Stammes sind.
Das Wappen derer von Eickel fand Eingang in verschiedene Ortswappen:

Wappen von Wanne-Eickel
Wappen von Bruchhausen (Arnsberg)
Wappen von Oeventrop, Stadtteil von Arnsberg